# Janiralata sagamiensis
Janiralata sagamiensis is een pissebed uit de familie Janiridae. De wetenschappelijke naam van de soort is voor het eerst geldig gepubliceerd in 2006 door Shimomura.